# Dom dyrektorów w Szczecinku

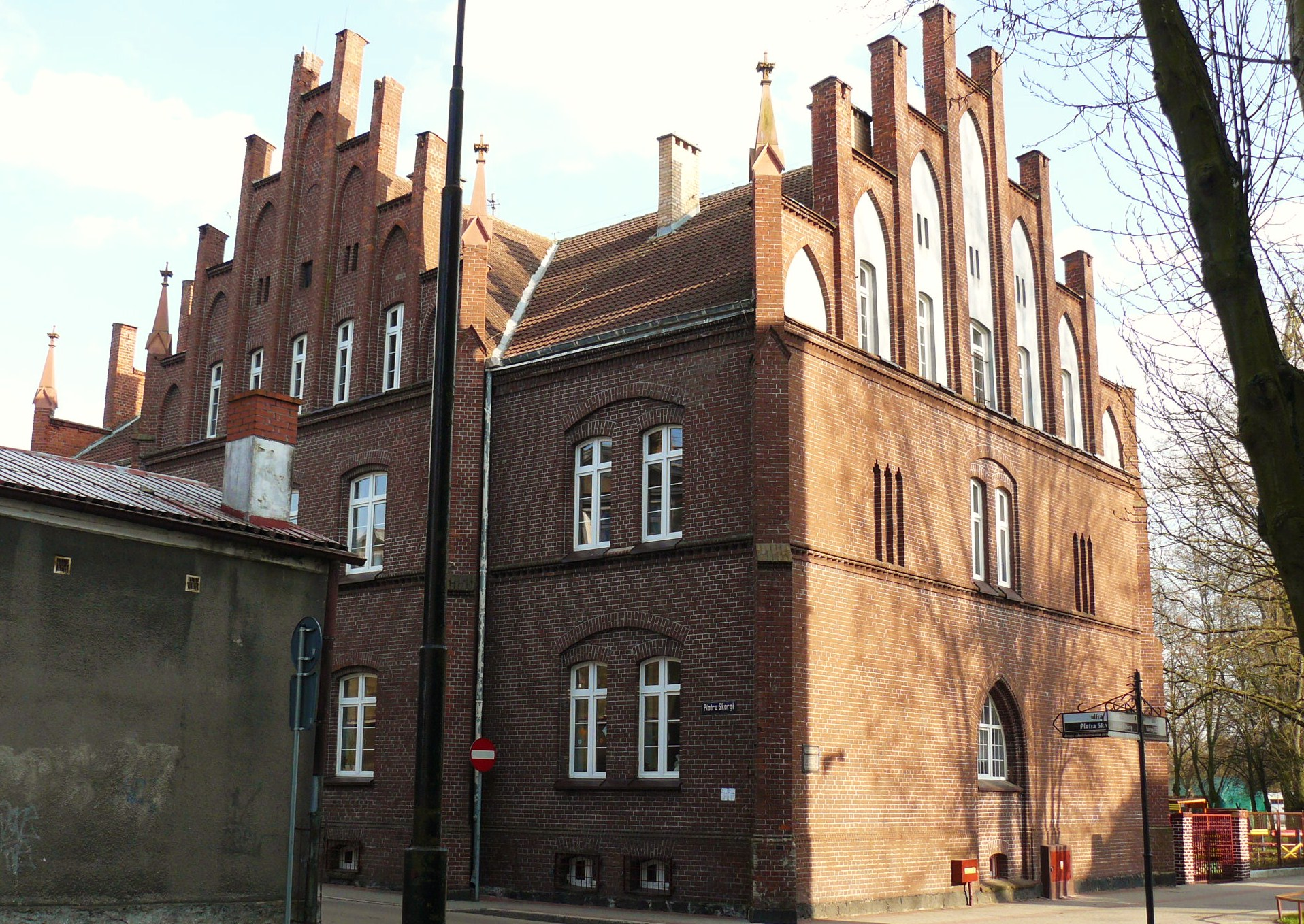
Dom dyrektorów w Szczecinku

Dom dyrektorów – neogotycki budynek zrealizowany w latach 1872–1873, jako drugi obiekt dawnego Gimnazjum Księżnej Jadwigi. Zlokalizowany w Szczecinku przy ul. Piotra Skargi róg Księżnej Elżbiety (centrum miasta).
Budynek z czerwonej cegły, jest dwukondygnacyjny, z poddaszem i wysokimi szczytami schodkowymi z pinaklami i blendami. Na narożnikach przypory.
Początkowo obiekt służył dydaktyce i lekturze (biblioteka, sale i laboratoria). Na pierwszym piętrze urządzono mieszkanie dla dyrektorów, stąd nazwa całego gmachu. Obok zbudowano drugi budynek z lokalem dla woźnego. W 1913 Gimnazjum przeniosło się do nowego gmachu w parku miejskim. Odtąd Dom dyrektorów służył także innym nauczycielom i dziewczętom ze szkoły, jako internat. Po II wojnie światowej w gmachu Armia Czerwona przetrzymywała jeńców niemieckich. Potem funkcjonowało tu Liceum Spółdzielcze. Od 1978 w obiekcie działa przedszkole.